# Wolfgang von Hausen
Wolfgang von Hausen (né en 1553, mort le 13 septembre 1613) est prince-prévôt d'Ellwangen (de) de 1584 à 1603 et cinquante-troisième évêque de Ratisbonne et prince-évêque de la principauté épiscopale de Ratisbonne de 1600 à sa mort.

## Biographie
Wolfgang von Hausen est issu de la noble famille souabe de Hausen (de), famille de ministériels ;  son père est vogt et Amtmann épiscopal. Il étudie à l'université d'Ingolstadt de 1569 à 1570, à Dillingen (de) de 1570 à 1573 et finalement à Fribourg.
Au cours de sa prévôté, les premiers procès de sorcières ont lieu à Ellwangen (de) en 1588. Plusieurs monuments datent également de son mandat. En 1588, il renouvelle le pignon sud du transept de la collégiale d'Ellwangen, établit un statthalter en 1591, fait également construire un hôpital pour malades très graves à Ellwangen et en 1593 organise la transformation du château de Wasseralfingen (de). Plusieurs groupes de calvaire remontent à sa fondation, comme celui du Kreuzberg près d'Abtsgmünd.
Après la mort de Sigmund Fugger von Kirchberg und Weißenhorn le 5 novembre 1600, il est élu nouvel évêque le 19 décembre 1600. Le choix de Wolfgang von Hausen est la volonté du chapitre de se soumettre au concile de Trente ; il introduit notamment le rite tridentin. Il est confirmé le 14 janvier 1602 et ordonné évêque le 21 avril 1602. Il démissionne alors de la charge de prince-prévôt d'Ellwangen. Wolfgang accomplit les tâches spirituelles d'un prince-évêque, telles que l'ordination sacerdotale ou la confirmation lui-même. Il fait campagne pour la fondation de la Ligue catholique initiée par Maximilien Ier de Bavière.